# Sophronica conradti
Sophronica conradti là một loài bọ cánh cứng trong họ Cerambycidae.